# Julian Schelb
Julian Schelb (né le 20 novembre 1992) est un coureur cycliste allemand, spécialiste du VTT cross-country et marathon.

## Biographie
Julian Schelb est originaire de Münstertal, dans le sud de la Forêt-Noire. En juillet 2010, il devient champion d'Allemagne de cross-country juniors (moins de 19 ans) et remporte la manche de Coupe du monde de VTT juniors à Champéry. Lors des mondiaux 2010, il est médaillé d'argent sur le relais mixte avec l'équipe d'Allemagne et décroche la médaille de bronze sur le cross-country juniors.
Chez les espoirs (moins de 23 ans), il monte deux fois sur le podium aux championnats d'Allemagne (2011 et 2013) et deux fois sur des manches de Coupe du monde (2012 à Houffalize et 2013 au Mont Sainte-Anne). Il fait sensation lors des mondiaux espoirs en 2013 : après une chute au départ de la course, il retombe en dernière position et, après une longue course pour rattraper son retard, remporte la médaille d'argent à 58 secondes de l'Italien Gerhard Kerschbaumer. À cette époque, il est considéré comme un solide espoir pour le VTT allemand et il décroche un contrat professionnel avec Multivan-Merida en 2014. Au cours de l'année 2016, il suspend sa carrière professionnelle à cause d'une allergie au pollen qui diminue ses performances au printemps.
Fin 2016, Schelb fait une nouvelle tentative avec l'équipe Stop&Go Marderabwehr MTB, nouvellement fondée avec d'autres athlètes du Münstertal. Dans les années suivantes, il participe de plus en plus à des courses de cross-country marathon. Cependant, il doit annuler sa première apparition au Cape Epic dans le prologue en raison d'une infection virale. Après une troisième place en 2017, il devient champion d'Allemagne de cross-country marathon en 2018. 
À partir de 2020, Schelb se tourne de nouveau de plus en plus vers le cross-country olympique. En 2022, il est 13e place aux championnats du monde des Gets et la même place lors du championnat du monde de cross-country short track en 2023, à Glasgow. Au premier semestre 2024, il montré une grande amélioration et remporté deux médailles aux championnats d'Europe de VTT, terminant deuxième du cross-country short track et troisième sur la distance olympique. Lors de la manche de Coupe du monde à Crans-Montana, il termine deuxième du  short track derrière Tom Pidcock, son premier podium en Coupe du monde élite. Il est ensuite sélectionné pour les Jeux olympiques de Paris 2024.

## Palmarès en VTT

### Championnats du monde
- Canberra 2009
  - 7e du cross-country juniors
- Mont-Sainte-Anne 2010
  -  Médaillé d'argent du relais mixte
  -  Médaillé de bronze du cross-country juniors
- Champéry 2011
  - 40e du cross-country espoirs
- Saalfelden 2012
  - 9e du cross-country espoirs
- Pietermaritzburg 2013
  -  Médaillé d'argent du cross-country espoirs
- Hafjell 2014
  - 5e du relais mixte
  - 7e du cross-country espoirs

### Coupe du monde
- Coupe du monde de cross-country juniors
  - 2010 : vainqueur d'une manche

- Coupe du monde de cross-country espoirs
  - 2012 : 8e du classement général

- Coupe du monde de cross-country
  - 2022 : 34e du classement général
  - 2023 : 58e du classement général
  - 2024 : 22e du classement général

- Coupe du monde de cross-country short track
  - 2024 : 23e du classement général

### Championnats d'Europe
- Cheile Grădiștei 2024
  -  Médaillé d'argent du cross-country short-track
  -  Médaillé de bronze du cross-country

### Championnats nationaux
- 2010
  -  Champion d'Allemagne de cross-country juniors
- 2018
  -  Champion d'Allemagne de cross-country marathon

## Palmarès en cyclo-cross
- 2014-2015
  - 2e du championnat d'Allemagne de cyclo-cross espoirs